# HD 175317
HD 175317，又名BD-16 5078，SAO 161984、HR 7126，是一颗恒星，视星等为5.79，位于銀經18.71，銀緯-8.26，其B1900.0坐标为赤經18h 49m 45.4s，赤緯-16° -8.26′ 54″。